# هانس کرایزینگ
هانس کریزینگ (آلمانی: Hans Kreysing؛ ۱۷ اوت ۱۸۹۰ – ۱۴ آوریل ۱۹۶۹) یک نظامی اهل آلمان بود. وی از فرماندهان ارتش هشتم ورماخت ورماخت بود.